# Stenanthemum reissekii
Stenanthemum reissekii är en brakvedsväxtart som beskrevs av B.L. Rye. Stenanthemum reissekii ingår i släktet Stenanthemum och familjen brakvedsväxter. Inga underarter finns listade i Catalogue of Life.